# Orenburška oblast
Orenburška oblast (ruski: Оренбу́ргская о́бласть) je federalni subjekt Ruske Federacije. 
Nalazi se u Privolškom saveznom okrugu. Upravno sjedište ove oblasti je Orenburg.
Površina: 124.000 km²
Broj stanovnika: 2.179.551 (prema sveruskom popisu stanovnika od 2002. godine)

## Zemljopis
Najvažnija rijeka ove oblasti je Ural.

## Upravne podjele

### Okruzi
Orenburška oblast sastoji se od idućih rajona (nom. mn. ruski: районы):
- Abdulinski rajon (Абдулинский)
- Adamovski rajon (Адамовский)
- Akbulakski rajon (Акбулакский)
- Aleksandrovski rajon (Александровский)
- Asekejevski rajon (Асекеевский)
- Beljajevski rajon (Беляевский)
- Buguruslanski rajon (Бугурусланский)
- Buzulukski rajon (Бузулукский)
- Dombarovski rajon (Домбаровский)
- Gajski rajon (Гайский)
- Gračevski rajon (Грачевский)
- Ilekski rajon (Илекский)
- Krasnogvardjejski rajon (Красногвардейский)
- Kurmanajevski rajon (Курманаевский)
- Kuvandikski rajon (Кувандыкский)
- Kvarkenski rajon (Кваркенский)
- Matvejevski rajon (Матвеевский)
- Novoorski rajon (Новоорский)
- Novosergijevski rajon (Новосергиевский)
- Oktjabrski rajon (Октябрьский)
- Orenburgski rajon (Оренбургский)
- Perevolocki rajon (Переволоцкий)
- Pervomajski rajon (Первомайский)
- Ponomarjovski rajon (Пономарёвский)
- Sakmarski rajon (Сакмарский)
- Saraktašski rajon (Саракташский)
- Severni rajon (Северный)
- Sol-Ilecki rajon (Соль-Илецкий)
- Soročinski rajon (Сорочинский)
- Svetlinski rajon (Светлинский)
- Šarljikski rajon (Шарлыкский)
- Tašlinski rajon (Ташлинский)
- Totski rajon (Тоцкий)
- Tjuljganski rajon (Тюльганский)
- Jasnenski rajon (Ясненский)

### Gradovi
- Abdulino
- Buguruslan
- Buzuluk
- Gaj
- Kuvandik
- Mednogorsk
- Novotroick
- Orenburg
- Orsk
- Solj-Ileck
- Soročinsk
- Jasnij